# Varsi
Varsi is een gemeente in de Italiaanse provincie Parma (regio Emilia-Romagna) en telt 1423 inwoners (31-12-2004). De oppervlakte bedraagt 79,6 km², de bevolkingsdichtheid is 19 inwoners per km².
De volgende frazioni maken deel uit van de gemeente: Vedi elenco.

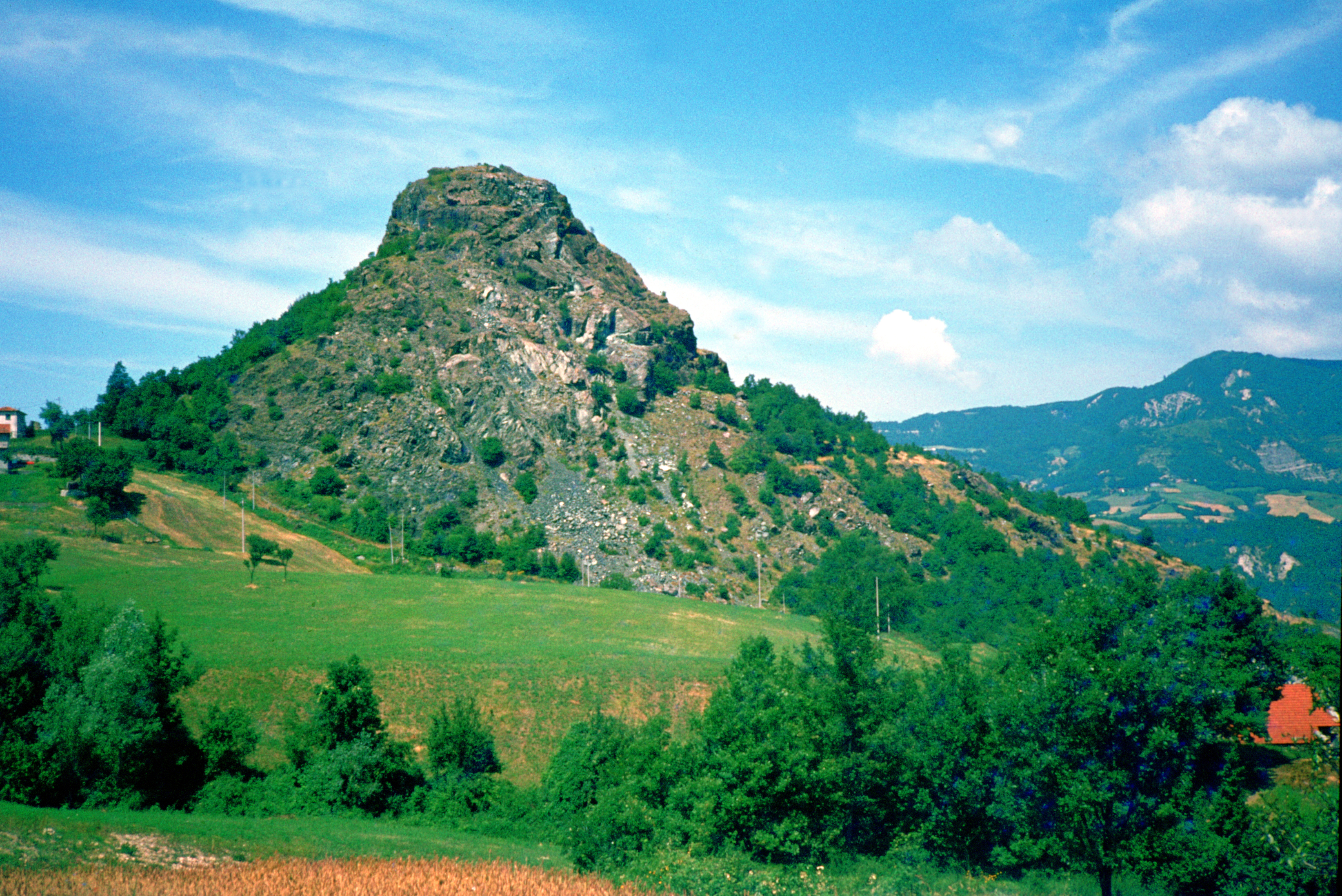
Groppo Rocca bij Varsi
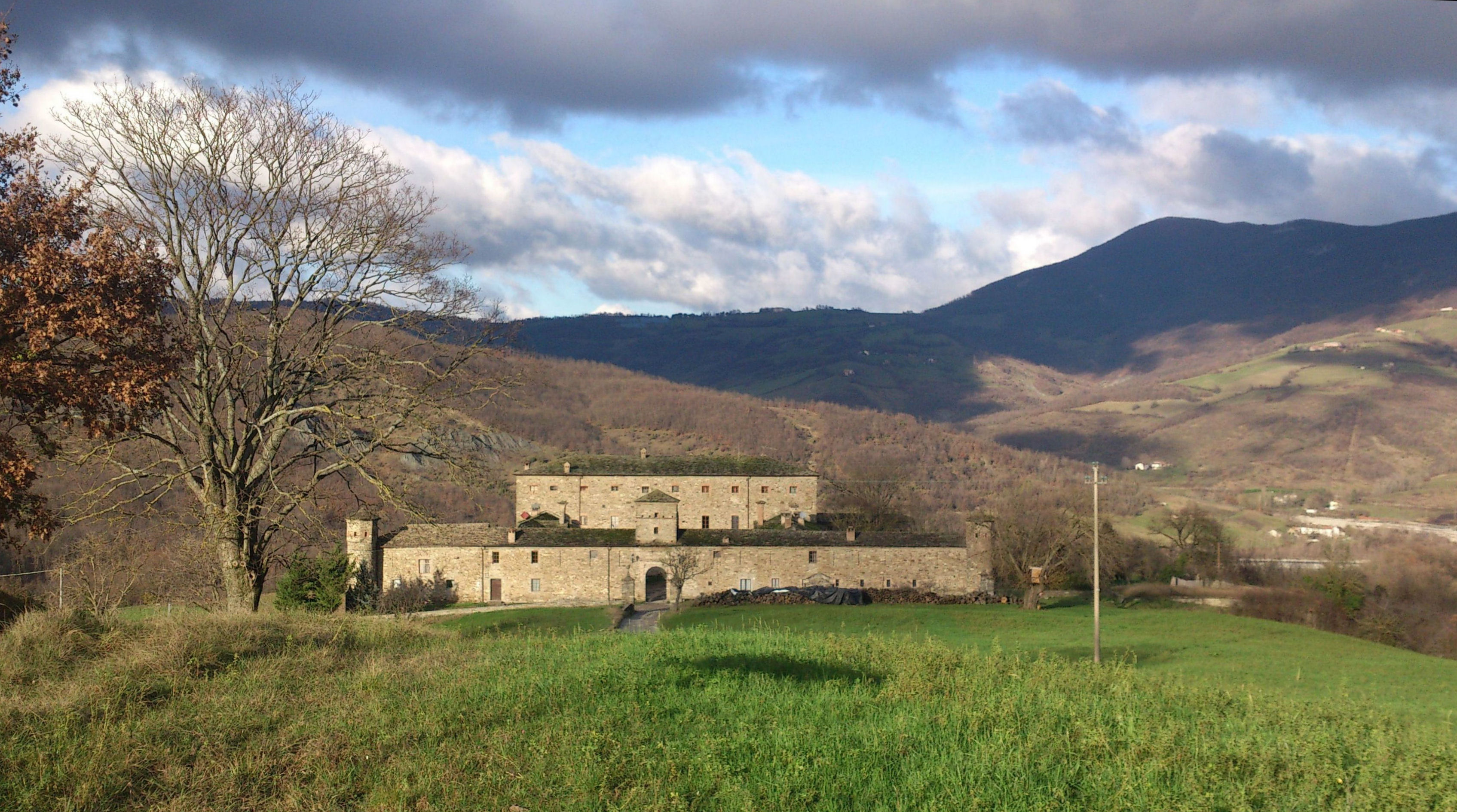
Castello di Golaso, Varsi

## Demografie
Varsi telt ongeveer 753 huishoudens. Het aantal inwoners daalde in de periode 1991-2001 met 22,3% volgens cijfers uit de tienjaarlijkse volkstellingen van ISTAT.
| Jaar | Inwoneraantal |
| ---- | ------------- |
| 1991 | 1957          |
| 2001 | 1520          |

## Geografie
Varsi grenst aan de volgende gemeenten: Bardi, Bore, Solignano, Valmozzola, Varano de' Melegari.
Albareto · Bardi · Bedonia · Berceto · Bore · Borgo Val di Taro · Busseto · Calestano · Collecchio · Colorno · Compiano · Corniglio · Felino · Fidenza · Fontanellato · Fontevivo · Fornovo di Taro · Langhirano · Lesignano de' Bagni · Medesano · Mezzani · Monchio delle Corti · Montechiarugolo · Neviano degli Arduini · Noceto · Palanzano · Parma · Pellegrino Parmense · Polesine Parmense · Roccabianca · Sala Baganza · Salsomaggiore Terme · San Secondo Parmense · Sissa Trecasali · Solignano · Soragna · Sorbolo · Terenzo · Tizzano Val Parma · Tornolo · Torrile · Traversetolo · Valmozzola · Varano de' Melegari · Varsi · Zibello
- Gemeinsame Normdatei: 4578392-5
- Library of Congress Control Number: no2001015629
- Nationale Bibliotheek van Israël: 987007484882305171
- Virtual International Authority File: 168653125

1. ↑  https://demo.istat.it/?l=it.